# اسکات هال
اسکات اولیور هال (به انگلیسی: Scott Oliver Hall) کشتی‌گیر حرفه‌ای آمریکایی بود که با عنوان ریزر رامون (به انگلیسی: Razor Ramon) مشهور است. اسکات هال چهار بار برنده دبلیودبلیوئی قهرمانی بین قاره‌ای، ۲بار قهرمان سنگین‌وزن آمریکا، ۷بار قهرمان تگ تیم دبلیو سی دبلیو و از اعضای اصلی گروه نیو ورد اوردر بود. اسکات هال همچنین برنده جایزه بهترین مسابقه سال در ۱۹۹۴ در رقابت با شان مایکلز شد. اسکات هال در سال ۲۰۱۴ در لیست تالار شهرت دبلیو دبلیو ای قرار گرفت.

## شروع و پایان فراز و فرود
او از کودکی رؤیای کشتی‌گیر شدن را داشت. نقل‌قول از خود او «از همون اوایل زندگی میدوستم میخوام با زندگیم چیکار کنم، از همون ۸ سالگی.». داستی رودز از مورد علاقه‌ترین کشتی‌گیران برای او بود «تنهای چیزی که می‌خواستم این بود که داستی رودز باشم». او در ۱۷ سالگی برای دنبال کردن علاقه‌اش به فلوریدا نقل مکان کرد.
در سال ۸۳ میلادی او در یک کِلاب کار می‌کرد و در آنجا عاشق دختری شد که فرد دیگری هم عاشق او بود. در روز ۱۵ژانویه ۱۹۸۳ در پارکینگ همان کِلاب، آن شخص با یک اسلحه کمری به او حمله‌ور شد و در جریان آن درگیری به صورت تصادفی با اسلحه خودش کشته شد. اسکات به جرم قتل درجه دو دستگیر و در نهایت اتهامات او برداشته شد. قسمتی از اظهارت مکتوب آن حادثه «اون اسلحه رو گرفت سمت من و من هم ازش گرفتمش و به سرش شلیک کردم. یک اتفاق بود.». این اتفاق تأثیرات زیادی بر زندگی او گذاشت. «تو قلبم میدوستم که نمی‌خواستم بکشمش اما در هرحال اون هنوز مرده.». «یکی از دلایلی که خواستم کشتی کار بشم همین بود که می‌خواستم یک شخص دیگری باشم. چون راضی نبودم از همون آدمی که بودم.»
او در سال ۱۹۸۴ حرفه ورزشی خودش را شروع کرد و در سال ۱۹۹۱ نام The Diamond Studd به یکی از کمپانی‌های قوی و معروف آن زمان، یعنی wcw پیوست.
او علاقه زیادی به کار کردن در یکی از بهترین کمپانی‌های کشتی کج یعنی WWE داشت. «اگه قراره که تو این کار تبدیل به یک ستاره بشم، پس بهتره که برم به WWE.». «برای یکسال، هفته ای یکبار با WWE (دفتر پت پترسون) تماس می‌گرفتم.»
او در سال ۱۹۹۲ با نام Razor Ramon به WWE رفت و در آنجا ۴ قهرمانی کمربند Intercontinental را بدست آورد.
یکی از معروف‌ترین مسابقه‌های او در آن دوران، در روز ۲۰ مارس ۱۹۹۴ مسابقه نردبان بر سر کمربند Intercontinental در مقابل شان مایکلز، در رسلمنیای ۱۰ بود که با پیروزی او همراه شد. «بعد از اون مسابقه، مسابقه‌های زیاد دیگری هم داشتم اما اون مسابقه‌ای بود که مردم خیلی در موردش صحبت کردن و این مایه افتخارمه».
او در سال ۱۹۹۶ بنا به دلایل مالی به wcw بازگشت و به همراه هالک هوگن و دوست صمیمی‌اش، کوین نَش، یکی از موفق‌ترین و محبوب‌ترین تیم‌های کشتی کج، یعنی NWO را تشکیل دادند.
در سال ۲۰۰۱ کمپانی wcw در یک بحران مالی شدید قرار گرفت و در نهایت توسط وینس مک‌من خریداری و با WWE تلفیق شد. همین مسله باعث بازگشت اسکات هال به WWE شد.
تمام فشارها در زندگی حرفه ای و زندگی شخصی و همچنین اتفاقی که در سال ۸۳ برای او افتاد، منجر به اعتیاد شدید او به الکل و مواد شد. که به همین دلیل بین سال‌های ۲۰۰۲ تا ۲۰۱۲ چندین بار به جرم‌های مختلف دستگیر شود. «این که انتخاب‌های اشتباهی کردم درسته. این که بخوام الکل و مواد رو پیشنهاد بدم، باید بگم نه. نمخوام بهتون دروغ بگم، همشون جواب میده اما نقطه بدش اینجاست که وقتی بخوای ترکشون کنی، نمیتونی.».
میزان اعتیاد او در سال‌های ۲۰۱۱ و ۲۰۱۲ در بالاترین حد خود قرار داشت تا جایی که تقریباً از آن ورزشکار خوش‌استایل و قوی، هیچ چیزی باقی نمانده بود. تا حدی که همه نگران بودند او در اثر ضعیف شدنش بمیرد یا خودکشی کند. با کمک خانواده و دوستانش (افرادی مانند جیک دِ اسنیک و دالاس پیج و…) او ترک کرد. و توانست با تمرینات و کمک افراد مانند دالاس پیج و دیگران، از روی ویلچر بلند شود و به زندگی عادی خود بازگردد. «به همه افرادی که مشکل اعتیاد دارن میگم که هرچه زودتر کمک بگیرید و ازش خلاص بشید. هرچه زودتر بهتر. کاری که من کردم رو نکنید. ۳۰ سال صبر نکنید برای کمک گرفتن.». او در ۵ آوریل ۲۰۱۴ به تلار افتخارات WWE پیوست. او همچنین دوباره در سال ۲۰۲۰ به عنوان یکی از اعضای گروه nWo برای بار دوم نامش را در تالار افتخارات WWE ثبت کرد.
عمل جراحی برای تعویض مفصل ران به دلیل شکستکی لگنش خوب پیش نرفت و او به دلیل لختگی خون دچار عوارض جدی شد و در ۱۴ مارس ۲۰۲۲ در سن ۶۳ سالگی درگذشت.
(یکی از القابی که او خودش به خودش اختصاص داده بود، آدم بد بود) یکی از جملات معروف و مورد علاقه او:
«سخت‌کوشی جواب میده، رؤیاها به حقیقت تبدیل میشن، زمان‌های بد باقی نمیمونند، اما آدم‌های بد باقی میمونن.»